# Annabelle Lengronne

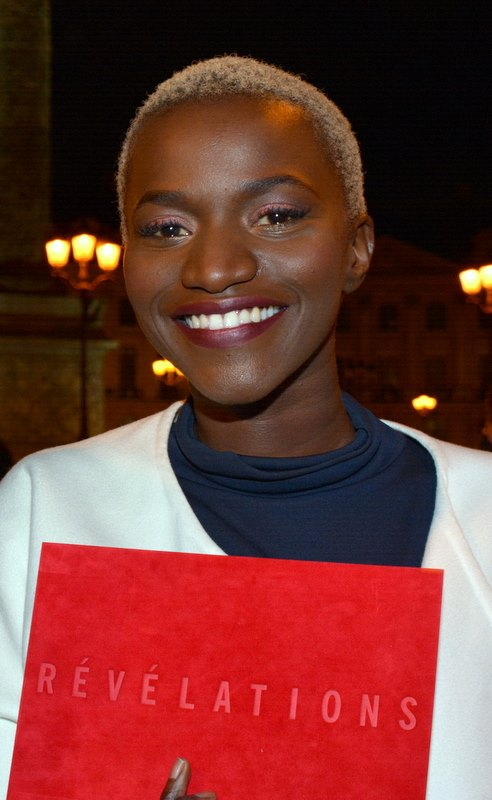
Annabelle Lengronne (2017)

Annabelle Lengronne (* im 20. Jahrhundert) ist eine französische Schauspielerin.

## Leben
Annabelle Lengronne ist senegalesischer Herkunft und wuchs bis zu ihrem 18. Lebensjahr auf Martinique auf. 2005 ging sie nach Paris, wo sie die Schauspielschule von Claude Mathieu besuchte und Theater spielte.
2011 gab sie ihr Kamera-Debüt in der Serie Xanadu, im Folgejahr war sie in der Filmkomödie Porn in the Hood – Die Gang ohne Bang von Franck Gastambide zu sehen. Im Fernsehfilm Wohin ich gehe.../Danbé, mit erhobenem Haupt basierend auf dem autobiografischen Roman der Boxerin Aya Cissoko verkörperte sie die Rolle der Aya. Für ihre Darstellung der Eliane/Stan in La fine équipe (2016) von Magaly Richard-Serrano wurde sie im Rahmen der 42. César-Verleihung in die Vorauswahl für die Kategorie Beste Nachwuchsdarstellerin aufgenommen.
2020 war sie im Spielfilm Freudenmädchen an der Seite von Sara Forestier und Noémie Lvovsky als Prostituierte Conso zu sehen. In der Folge 16h – Terminal F der Arte-Serie Bedrängt, bedroht, belästigt – 24 Frauen, 24 Geschichten hatte sie 2021 eine Episodenhauptrolle. In dem zu den Internationalen Filmfestspielen von Cannes 2022 in den Wettbewerb um die Goldene Palme eingeladenen Spielfilm Un petit frère von Léonor Serraille übernahm sie als Rose eine Hauptrolle.

## Filmografie (Auswahl)
- 2011: Xanadu (Fernsehserie)
- 2011: Les Mythos
- 2011: Ein besseres Leben (Une vie meilleure)
- 2012: Ombline
- 2012: Porn in the Hood – Die Gang ohne Bang (Les Kaïra)
- 2012: Boulevard du Palais – Silence de mort (Fernsehserie)
- 2014: Mercuriales – Die Töchter des Merkur (Mercuriales)
- 2014: Wohin ich gehe.../Danbé, mit erhobenem Haupt (Danbé, la tête haute, Fernsehfilm)
- 2016: La fine équipe
- 2016: Love at First Heist (Kurzfilm)
- 2017: Fais pas ci, fais pas ça (Fernsehserie, zwei Episoden)
- 2017: Engrenages (Fernsehserie)
- 2019: Willkommen in der Nachbarschaft (Jusqu'ici tout va bien)
- 2019: Sun
- 2019: Colombine (Fernsehserie)
- 2020: Freudenmädchen (Filles de joie)
- 2021: Hashtag Boomer (Fernsehserie, eine Episode)
- 2021: Bedrängt, bedroht, belästigt – 24 Frauen, 24 Geschichten – 16h – Terminal F (H24, 24 h de la vie d'une femme, Fernsehserie)
- 2022: Hommes au bord de la crise de nerfs
- 2022: November (Novembre)
- 2022: Un petit frère
- 2022: Les femmes du square
- 2022: Meisterin (Championne, Kurzfilm)
- 2022: Cuisine interne (Miniserie)
- 2023: La Malédiction du Lys (Fernsehfilm)
- 2024: Paula
- 2024: Jane Austen und das Chaos in meinem Leben (Jane Austen a gâché ma vie)
- 2024: Zero
- 2024: Une Amie Dévouée (Miniserie)